# フアン2世 (カスティーリャ王)
フアン2世（スペイン語: Juan II, 1405年3月6日 - 1454年7月20日）は、カスティーリャ王国（トラスタマラ朝）の国王（在位：1406年 - 1454年）。エンリケ3世とその王妃でイングランドの王子ランカスター公ジョン・オブ・ゴーントの娘カタリナの息子。同名のアラゴン王兼ナバラ王フアン2世は従兄。カスティーリャ女王でカトリック両王と称されたイサベル1世の父。

## 生涯
父の死去により、フアン2世は1406年12月25日にわずか1歳10か月で王位に即き、母カタリーナと叔父フェルナンド・デ・アンテケーラが摂政となった。ペドロ1世の孫を母に持つフアン2世の即位には、ペドロ1世の系統（ボルゴーニャ家）とトラスタマラ王家の合一という意味があった。
しかし1412年、叔父がアラゴン王フェルナンド1世として即位すると、フアン2世にとって不利な展開が生じた。即位前から摂政としてレコンキスタを主導し、1410年にナスル朝からアンテケーラを奪回した叔父の声望は高かったが、アラゴン王となってからもカスティーリャの有力貴族層と結びつき干渉を継続した。1416年に叔父が亡くなってもそれは変わらず、その息子でフアン2世の従兄に当たるアルフォンソ5世・フアン（後のアラゴン王フアン2世）・エンリケの3兄弟は「アラゴンの王子たち」 (Infantes de Aragón) と呼ばれカスティーリャへ干渉を続けた。フアン2世にとってこれは王権の脅威であり、彼らと組んだ貴族層の排斥を図り、サンティアゴ騎士団長アルバロ・デ・ルナを重用して専制を試みた（スペインの寵臣政治の最初の例とされる）。
このフアン2世の姿勢は貴族とアラゴンの王子たちとの対立を生んだが、アルフォンソ5世はナポリ遠征へ熱中、フアンは結婚で王位を得たナバラへ赴いたため、アラゴンの王子たちのうちで直接敵対していたのはエンリケだった。1418年に母を亡くしたフアン2世はエンリケに誘拐され（この時はエンリケの兄フアンの干渉でエンリケが諦めた）、次姉カタリナと結婚したエンリケがカスティーリャ宮廷に進出するなど油断ならない存在だった。
貴族の土地収奪でガリシアの農民が反乱を起こしたり、ビスカヤで異端運動が発生したりと社会不安がカスティーリャを覆う中、1430年にアルフォンソ5世と休戦協定を結び、アラゴンの王子たちをカスティーリャから締め出した。それでも彼らの干渉は続いたが、1445年にオルメードの戦いでアラゴン派貴族とエンリケの軍を打ち破り（エンリケは戦傷が元で死去）、改めてアラゴンからの干渉を断ち切った。貴族も排除し王権の強化に踏み切ったフアン2世は、財政機構の整備、コルテスの統制、アウディエンシアをチャンシリェリア（高等法院）と改名しバリャドリッドへの移転を実行した。
フアン2世の治世は49年の長きにわたったが、それはカスティーリャにとって極めて不運なことだった。フアン2世は温和ではあったが、薄弱で周囲から影響されやすかった。彼は装飾以外には好みがなく、詩作・狩り・馬上試合などのような娯楽以外には興味がなかった。
2番目の王妃にポルトガル王女イサベルを迎えるまでフアン2世はアルバロを信任した。しかしイサベルはフアン2世に対する影響力をアルバロから奪い、忠実で有能な大臣であった彼を罷免させた。
1454年7月20日、49歳でバリャドリッドで死去した。先妻との間の長男エンリケ4世が王位を継いだ。

## 家族
1418年に、アラゴン王フェルナンド1世の娘で従姉に当たるマリア・デ・アラゴン（1396年 - 1445年）と結婚した。これより前の1415年、フアン2世の長姉マリア・デ・カスティーリャと妻の兄アルフォンソ5世が、1420年にはフアン2世の次姉カタリナ・デ・カスティーリャと妻の弟ビリェーナ公エンリケがそれぞれ結婚している。
2人の間には1男3女が生まれた。
- カタリーナ（1422年 - 1424年） - アストゥリアス女公
- レオノール（1423年 - 1425年） - アストゥリアス女公
- エンリケ4世（1425年 - 1474年） - カスティーリャ王
- マリア（1428年 - 1429年）

1447年に、ポルトガル王ドゥアルテ1世の弟ジョアン王子の娘イサベル・デ・ポルトゥガル（1428年 - 1496年）と再婚した。2人の間には1男1女が生まれた。
- イサベル1世（1451年 - 1504年） - カスティーリャ女王（1474年 - 1504年）、アラゴン王フェルナンド2世と結婚、スペイン帝国成立の礎を築いた。
- アルフォンソ（1453年 - 1468年） - アストゥリアス公